# Noskov
Noskov je priimek več oseb:
- Aleksander Aleksejevič Noskov, sovjetski general
- Ivan Noskov, ruski atlet
- Nikolaj Noskov, ruski pevec
- Pavel Aleksandrovič Noskov, sovjetski general